# Wood Moy
Wood Moy (Cantón, 10 de junio de 1918 – San Francisco (California), 8 de noviembre de 2017) fue un actor de cine y teatro estadounidense conocido principalmente por su papel en Chan Is Missing, la ópera prima de Wayne Wang.

## Biografía
Desarrolló su interés por la interpretación mientras estudiaba en la Universidad St. John de Shanghai.
Fue uno de los primeros miembros de la Asian American Theater Company de San Francisco en 1972. En 1983, Moy escribió la obra Lo Foo and the Missing Ming Artifact para la Asian American Theater Company. En ella interpretó a Charlie Chan, que a pesar de estar jubilado persigue un artefacto robado. En 1994, Moy fue elegido para la adaptación al teatro de la novela de Maxine Hong Kingston, The Woman Warrior, en el papel de Ah Goong. También apareció en las obras The Wash en el Eureka Theatre y Pay the Chinaman en el Zephyr Theatre. Murió el 8 de noviembre de 2017 a los 99 años.

## Filmografía
| Año  | Título en español               | Título original                | Papel      |
| ---- | ------------------------------- | ------------------------------ | ---------- |
| 1978 | La invasión de los ultracuerpos | Invasion of the Body Snatchers | Señor Tong |
| 1982 | Chan Is Missing                 |                                | Jo         |
| 1986 | Howard: un nuevo héroe          | Howard the Duck                | Chef       |
| 1991 | Acción judicial                 | Class Action                   | Mr. Minh   |
| 1992 | Análisis final                  | Final Analysis                 | Dr. Lee    |